# Gare de Shin-Kawasaki
La gare de Shin-Kawasaki (新川崎駅, Shin-Kawasaki-eki) est une gare ferroviaire de la ville de Kawasaki au dans la préfecture de Kanagawa au Japon. La gare est desservie par les lignes Shōnan-Shinjuku et Yokosuka de la JR East.

## Situation ferroviaire
La gare de Shin-Kawasaki est située au point kilométrique (PK) 19,5 de la ligne Yokosuka.

## Histoire
La gare a été inaugurée le 1er octobre 1980.

## Services aux voyageurs

### Accès et accueil
La gare dispose d'un bâtiment voyageurs, avec guichets, ouvert tous les jours.

### Desserte
- Ligne  Shōnan-Shinjuku :
  - voie 1 : direction Ōfuna
  - voie 2 : direction Shinjuku et Ōmiya
- Ligne  Yokosuka :
  - voie 1 : direction Yokohama, Ōfuna et Kurihama
  - voie 2 : direction Tokyo et Chiba